# Brassaiopsis ficifolia
Brassaiopsis ficifolia är en araliaväxtart som beskrevs av Dunn. Brassaiopsis ficifolia ingår i släktet Brassaiopsis och familjen Araliaceae. Inga underarter finns listade.